# 龍運巴士A41P線
龍運巴士A41P線是香港一條來往烏溪沙站及機場（地面運輸中心）的巴士路線，屬A41線之特別班次。
龍運巴士NA40線則是香港一條機場巴士路線，為A41P線的通宵版本，行車路線與A41P線大致相同，惟來回程繞經源禾路、沙田市中心、國泰城。

## 歷史
- 1999年6月30日：A41P線投入服務，班次每45-60分鐘一班。
- 2001年9月29日：A41P線繞經亞公角街、富安花園及錦泰苑，不再經源禾路及沙田市中心。
- 2002年3月16日：A41P線改經青衣北岸公路。
- 2007年12月22日：A41P線往機場（地面運輸中心）方向，繞經二號客運大樓（翔天廊）。
- 2009年7月5日：A41P線班次加密至每30分鐘一班。
- 2013年8月25日：A41P線由馬鞍山（耀安）延長至烏溪沙，並更改馬鞍山區內之行車路線。同日起，削減大部分班次至每45分鐘一班。[4][5]
- 2014年11月15日，A41P線加強班次至20-35分鐘一班。[6]
- 2014年12月18日：增設到站時間預報。[7]
- 2016年12月17日，NA40線投入服務；行車路線與A41P線大致相同，惟來回程繞經源禾路、沙田市中心、國泰城，方便在機場工作的馬鞍山及沙田市中心居民。
- 2017年9月1日，NA40線加開一班車，於00:20由機場開出。
- 2018年10月24日：NA40線總站延長至港珠澳大橋香港口岸，往港珠澳大橋方向班次增至三班，開出時間分別為03:40、04:10及04:40。[8]
- 2019年10月25日至2020年2月29日：NA40線加開00:55由港珠澳大橋香港口岸開出的班次。[9] [10]
- 2019年11月29日：取消「二號客運大樓」巴士站。[11]
- 2023年9月17日：A41P線來回方向繞經港珠澳大橋香港口岸，並改經青沙公路，不再駛經城門隧道。[12]
- 2023年11月5日：A41P線來回方向增停青沙公路轉車站。[13]

## 服務時間及班次
A41P
| 烏溪沙站開   | 烏溪沙站開  | 烏溪沙站開   | 機場（地面運輸中心）開 | 機場（地面運輸中心）開 | 機場（地面運輸中心）開 |
| 日期         | 服務時間    | 班次（分鐘） | 日期                   | 服務時間               | 班次（分鐘）           |
| ------------ | ----------- | ------------ | ---------------------- | ---------------------- | ---------------------- |
| 每天         | 05:20-07:40 | 20           | 每天                   | 07:05-09:05            | 40                     |
| 每天         | 07:40-22:10 | 30           | 每天                   | 09:05-17:35            | 30                     |
| 每天         | 22:45       | 22:45        | 每天                   | 17:35-17:55            | 20                     |
|              |             |              | 每天                   | 17:55-20:25            | 30                     |
| 20:25-20:45  | 20          |              | 每天                   |                        |                        |
| 20:45-23:15  | 30          |              | 每天                   |                        |                        |
| 23:35、00:00 |             |              | 每天                   |                        |                        |

- 每日06:20至07:00由烏溪沙站開出，以及17:05至18:55由機場（地面運輸中心）開出的班次繞經機場博覽館。

NA40
- 烏溪沙站開：03:40、04:10、04:40
- 港珠澳大橋香港口岸開：00:15、00:35、01:05、01:35

## 收費
| 路線 | 全程收費 | 分段收費                                                                                    |
| ---- | -------- | ------------------------------------------------------------------------------------------- |
| A41P | $29      | - 新界鄉議局大樓往機場：$23.4 - 青嶼幹線轉車站往機場：$19.8 - 過青沙公路後往烏溪沙站：$13.8 |
| NA40 | $41.9    | - 過城門隧道後往烏溪沙站：$8.9                                                              |

| - 本線設有12歲以下小童及65歲或以上長者半價優惠。 - 65歲或以上香港居民使用「樂悠咭」，以及12歲以下合資格殘疾兒童使用「殘疾人士身份」個人八達通繳付車資，均可享有每程$2.0或半價（以較低者為準）的票價優惠；12至64歲合資格殘疾人士使用「殘疾人士身份」個人八達通（包括「樂悠咭」），以及60至64歲香港居民使用「樂悠咭」繳付車資，均可享有每程$2.0或全費（以較低者為準）的票價優惠。 - 65歲或以上長者如使用長者或一般個人八達通繳付車資，則只可享有半價優惠；12至64歲合資格殘疾人士如不使用「殘疾人士身份」個人八達通，以及60至64歲人士如不使用「樂悠咭」繳付車資，必須繳付全費。 - 乘客可以現金或八達通於上車時付款，不設找續。 - 每位成人乘客可免費攜帶最多兩名4歲以下而不佔座位的兒童乘客乘車，超額之4歲以下小童必須繳付小童車費乘車。 - 持有「九巴月票」之乘客在車票有效期內，每日可享最多10程任何九龍巴士及龍運巴士路線（包括本路線，以及聯營路線的九龍巴士／龍運巴士提供的班次；惟乘搭機場「A」及「NA」線則可享原價二七折優惠（不會計算每天10次合資格車程））；而B1線則每日可享最多各2程（不會計算每天10次合資格車程）。 - 九龍巴士、城巴、龍運巴士及陽光巴士全職員工及家屬（不包括外判職員）可免費乘搭本路線，惟必須拍職員或職員家屬八達通。 - 乘客亦可透過多元化電子支付系統（e度嘟）繳付車資，包括使用非接觸式VISA卡、JCB卡、萬事達卡、銀聯卡、美國運通、大來國際、Discover Card、Apple Pay、Google Pay、Samsung Pay、AlipayHK「易乘碼」、支付寶、WeChatHK／微信支付「搭車碼」、銀聯雲閃付「乘車碼」及BOC Pay「乘車碼」。乘客使用此付款方式，使用此支付方式的乘客可享有中途下車之分段收費，以及與其他九巴／龍運獨營路線或聯營線九巴／龍運班次之轉乘優惠，惟不適用於與非九巴／龍運路線之轉乘優惠，亦不能享有「公共交通費用補貼計劃」及「長者及合資格殘疾人士公共交通票價優惠計劃」。 |

### 八達通轉乘優惠
乘客登上本線後指定時間內以同一張八達通卡轉乘以下路線，或從以下路線登車後指定時間分鐘內以同一張八達通卡轉乘本線，次程可獲車資折扣優惠：
A41P←→龍運巴士E線
- A41P往機場 → E31、E36P或E42往東涌／機場，次程車資全免，於青嶼幹線轉車站轉乘，轉乘時限為150分鐘
- E31、E36P或E42往市區 → A41P往烏溪沙站，回贈首程車資，於青嶼幹線轉車站轉乘，轉乘時限為90分鐘
- A41P往機場 → E32或E41往機場博覽館，次程車資全免，於青嶼幹線轉車站或機場（一號停車場）轉乘，轉乘時限為150分鐘
- E32或E41往往市區 → A41P往烏溪沙站，回贈首程車資，於機場（地面運輸中心）或青嶼幹線轉車站轉乘，轉乘時限為90分鐘

A41P←→R8，於青嶼幹線轉車站轉乘，次程可獲$3折扣優惠
- A41P任何方向 → R8往迪士尼樂園，轉乘時限為120分鐘
- R8往青嶼幹線轉車站 → A41P任何方向，轉乘時限為60分鐘

NA40←→九巴N73、N271
- NA40往烏溪沙站→ 九巴N73或N271往大埔／落馬洲，次程車資全免，於沙田市中心轉乘，轉乘時限為150分鐘
- 九巴N73或N271往沙田／九龍 → NA40往機場，回贈首程車資，於沙田市中心轉乘，轉乘時限為150分鐘

## 使用車輛
現時用車包括9輛亞歷山大丹尼士Enviro 500 MMC12米 客車版(55XX)，均屬沙田車廠。
| 車隊編號 | 車牌   |
| -------- | ------ |
| 5504     | UD 566 |
| 5505     | UD 583 |
| 5506     | UD 586 |
| 5509     | UD1175 |
| 5510     | UD1236 |
| 5511     | UD1269 |
| 5515     | UD1731 |
| 5534     | UL8336 |
| 5538     | UM1356 |

## 行車路線
A41P

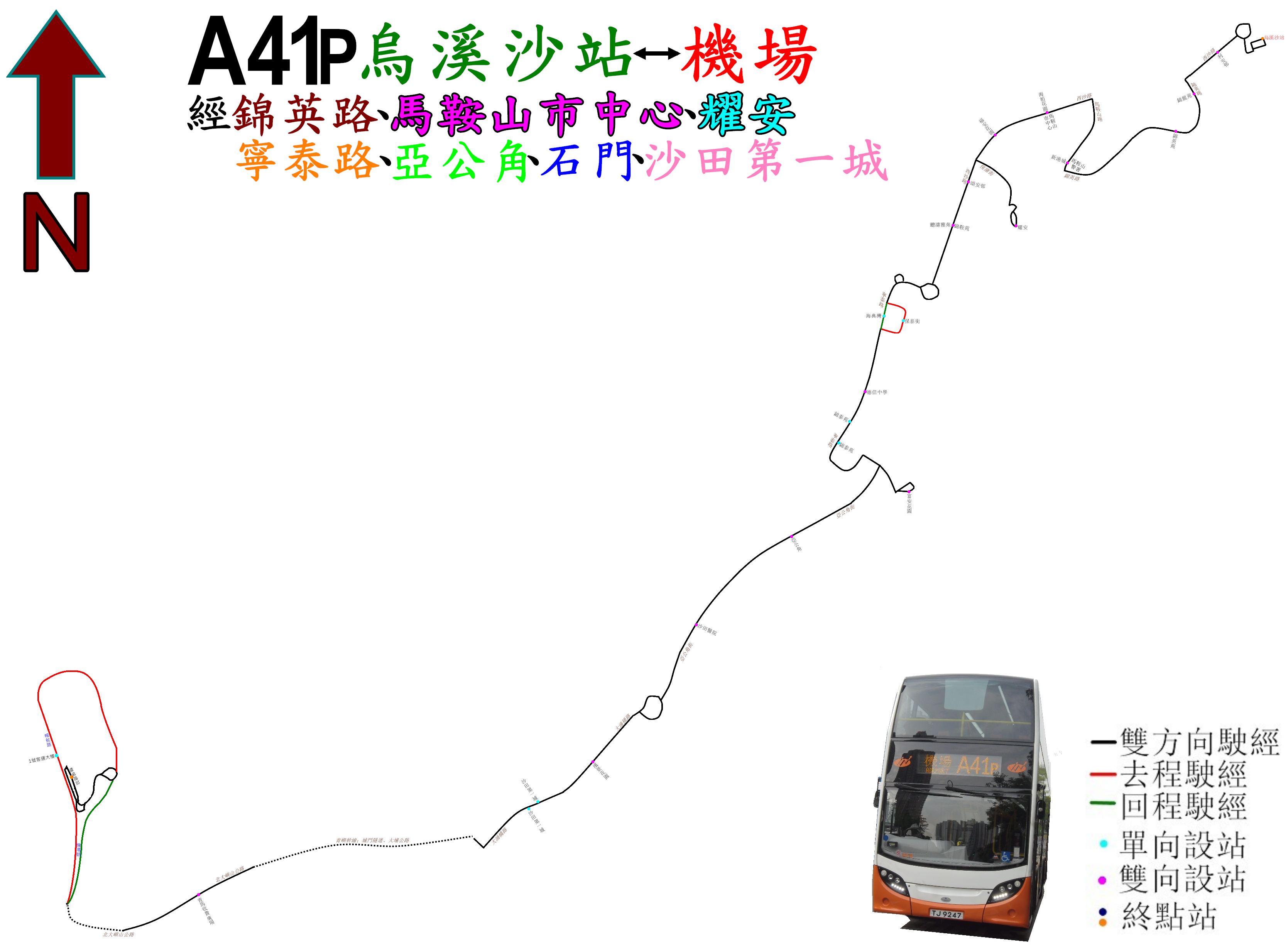
A41P線的走線圖

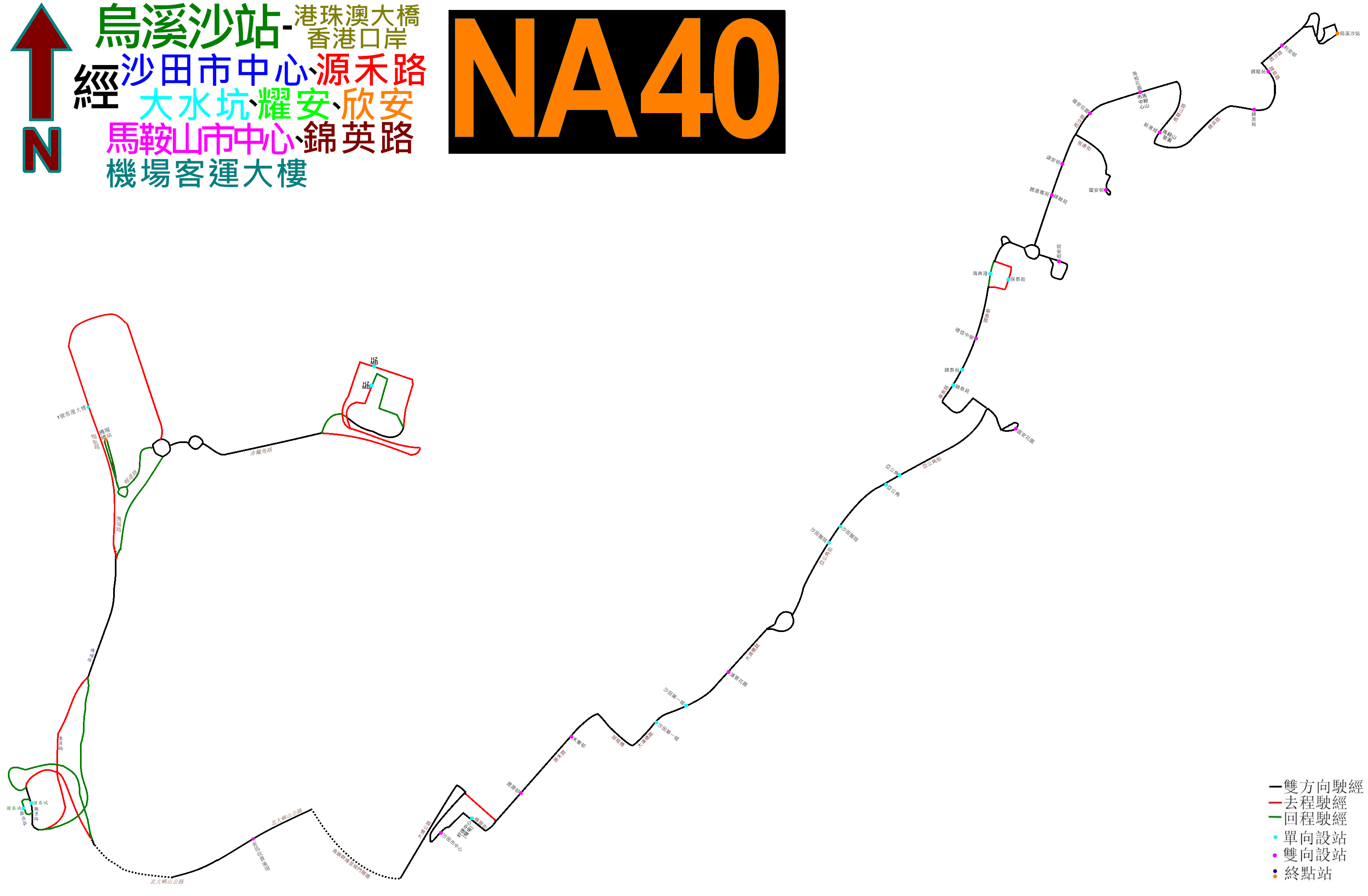
NA40線的走線圖

烏溪沙站開經：沙安街、西沙路、錦英路、馬鞍山路、西沙路、恆康街、耀安邨通道、耀安巴士總站、耀安邨通道、恆康街、西沙路、恆輝街、寧泰路、保泰街、寧泰路、恒泰路、恒信街、富安花園巴士總站、恒信街、亞公角街、石門交匯處、大涌橋路、火炭路、大埔公路－沙田段、青沙公路（大圍隧道、沙田嶺隧道、尖山隧道、昂船洲大橋、南灣隧道）、長青公路、青衣西北交匯處、青嶼幹線、北大嶼山公路、機場路、暢航路、機場路、機場南交匯處、暢連路、航天城交匯處、赤鱲角路、順暉路、順匯路、赤鱲角路、東榮路、機場路及暢連路。
機場（地面運輸中心）開經：暢連路、機場南交匯處、暢連路、航天城交匯處、赤鱲角路、順暉路、順匯路、赤鱲角路、順朗路、北大嶼山公路、青嶼幹線、青衣西北交匯處、長青公路、青沙公路（南灣隧道、昂船洲大橋、尖山隧道、沙田嶺隧道、大圍隧道）、大埔公路—沙田段、火炭路、大涌橋路、石門交匯處、亞公角街、恒信街、富安花園巴士總站、恒信街、恒泰路、寧泰路、恆輝街、西沙路、恆康街、耀安邨通道、耀安巴士總站、耀安邨通道、恆康街、西沙路、馬鞍山路、錦英路、西沙路及沙安街。
A41P線具體停站請參考資訊框。
NA40
烏溪沙站開經：沙安街、西沙路、錦英路、馬鞍山路、西沙路、恆康街、耀安邨通道、耀安巴士總站、耀安邨通道、恆康街、西沙路、恆輝街、寧泰路、保泰街、寧泰路、恒泰路、恒信街、富安花園巴士總站、恒信街、亞公角街、石門交匯處、大涌橋路、火炭路、源禾路、沙田鄉事會路、沙田市中心巴士總站、沙田正街、橫壆街、源禾路、沙田鄉事會路、大埔公路—沙田段、城門隧道公路、城門隧道、象鼻山路、德士古道北、德士古道、青荃路、青衣北岸公路、青衣西北交匯處、青嶼幹線、北大嶼山公路、機場路、駿運路交匯處、觀景路、東岸路、機場路、暢航路、暢連路、暢航路、機場路、機場南交匯處、暢連路、航天城交匯處、赤鱲角路、順暉路及順匯路。
港珠澳大橋香港口岸開經：順匯路、赤鱲角路、東榮路、機場路、暢連路、機場（地面運輸中心）巴士總站、暢連路、機場南交匯處、機場路、東岸路、觀景路、駿明路、觀景路、駿運路交匯處、機場路、北大嶼山公路、青嶼幹線、青衣西北交匯處、青衣北岸公路、青荃路、德士古道、德士古道北、象鼻山路、城門隧道、城門隧道公路、大埔公路—沙田段、沙田鄉事會路、沙田市中心巴士總站、沙田正街、橫壆街、源禾路、火炭路、大涌橋路、石門交匯處、亞公角街、恒信街、富安花園巴士總站、恒信街、恒泰路、寧泰路、恆輝街、西沙路、恆康街、耀安邨通道、耀安巴士總站、耀安邨通道、恆康街、西沙路、馬鞍山路、錦英路、西沙路及沙安街。
NA40線具體停站請參考資訊框。

## 客量
2020年：A41P線最繁忙的一小時乘客量為72%。

## 外部連結
- 龍運A41P官方網站資料 （页面存档备份，存于）
- 龍運NA40官方網站資料